# Georg Friedrich Aschenborn
Georg Friedrich Aschenborn (* 23. November 1771 in Berlin; † 30. März 1852 in Frankfurt an der Oder) war ein Beamter im preußischen Finanzwesen.

## Leben
Georg Friedrich Aschenborn war der Sohn des Kaufmanns Gottlieb Friedrich Aschenborn und dessen Ehefrau Sabine Eleonore (geb. Heuckenkampf) aus Brandenburg.
Es gibt keinerlei Hinweise auf die schulische Ausbildung von Georg Friedrich Aschenborn, allerdings kann davon ausgegangen werden, dass er ein Studium absolviert hat.
Er war von 1790 bis 1791 in einem Feldkriegskommissariat tätig, bevor er von 1791 bis 1793 bei der Allgemeinen Witwenverpflegungsanstalt in Berlin beschäftigt war.
Mitte 1793 wurde er Kammersekretär im südpreußischen Posen und wurde darauf am 13. Juni 1795 als Referendar bei der dortigen Kriegs- und Domänenkammer angenommen. Nachdem er seit August 1796 einige Aufträge des Oberpräsidenten erledigt hatte, wurde er am 18. November 1796 zum Kammerassessor ernannt und war noch im Dezember 1797 für den erkrankten Oberpräsidenten und Minister Heinrich Jacob Ludwig von Buchholtz, der bereits 1795 seinen Abschied genommen hatte, tätig.
Nach der Auflösung des Oberpräsidiums erhielt er sein Gehalt weiter gezahlt, bevor er am 28. März 1801 zum Kriegs- und Domänenrat in Posen ernannt wurde. Im 1808 erfolgte seine Versetzung nach Stettin und er wurde dort später zum Regierungsrat und 1813 zum Geheimen Regierungsrat ernannt.
1816 wurde er Direktor der Regierung in Koblenz und war dann seit 1818 Direktor der Preußischen Oberrechnungskammer in Potsdam, bevor er 1825 Vizepräsident und 1839, als Nachfolger von Friedrich von Ribbentrop zum Chefpräsidenten der Preußischen Oberrechnungskammer (seit 1871 Rechnungshof des Deutschen Reiches) ernannt wurde; ihm folgte 1842 August Heinrich Kuhlmeyer.
Georg Friedrich Aschenborn war in Potsdam in der Mammonstraße 5 wohnhaft.

## Mitgliedschaften
Georg Friedrich Aschenborn gehörte 1817 in Koblenz als 1. zugeordneter Meister der Freimaurerloge Friedrich zur Vaterlandsliebe an; kurz darauf wurde er Meister vom Stuhl, bis er 1818 versetzt wurde.